# 앵거스 (영화)
앵거스(Angus)는 미국, 영국, 독일, 프랑스에서 제작된 패트릭 리드 존슨 감독의 1995년 코미디, 드라마 영화이다. 페리 안질로티 등이 주연으로 출연하였고 찰스 로벤 등이 제작에 참여하였다.

## 출연

### 주연
- 페리 안질로티
- 캐시 베이츠
- 로버트 커티스 브라운

### 조연
- 케빈 코넬리
- 토니 덴먼
- 크리스 오웬
- 이베트 프리먼
- 살림 그랜트
- 에파다 해리스

## 제작진
- 미술: 로렌스 밀러
- 의상: 질 M. 오하네슨